# Rády Krisztina
Rády Krisztina (Budapest, 1968. augusztus 23. – Bordeaux, 2010. január 10.) műfordító, kulturális szervező,  producer és rádiós szerkesztő. 1996 és 1999 között a Párizsi Magyar Intézet művészeti vezetője.

## Életpályája
Francia és portugál nyelv, irodalom és kultúra szakon szerzett diplomát. Az 1990-es évek elején részt vett a rendszerváltás utáni kulturális mozgalomban, a Tilos az Á programszervezői közé tartozott. 1993-ban rendezte a Zene ünnepét a budapesti Francia Intézetben. A Sziget Fesztiválon ismerkedett meg Bertrand Cantat francia zenésszel, a Noir Désir együttes vezetőjével. 1997-ben házasodtak össze.
1996-ban jelent meg Franciaországban a Le Grand guide de Budapest a Gallimard kiadó gondozásában. Rády Krisztina fordítóként és szerkesztőként működött közre az útikönyv megjelenésében.
1996 és 1999 között a Párizsi Magyar Intézet művészeti vezetője.
2001-ben a francia kulturális minisztérium és az AFAA (Association française pour l’action artistique) megbízta a Magyar Kultúra Éve zenei eseményeinek rendezésével. 2002-ben és 2003-ban a cseh és lengyel kortárs zene fesztiváljait szervezte.
2002-ben, amikor Krisztina második gyermeküket várta, Cantat Marie Trintignant-nal, Jean-Louis Trintignant leányával költözött össze. A színésznő Cantat ütéseitől esett kómába, és 2003. augusztus 1-jén elhunyt Vilniusban. Krisztina volt férje mellett tanúskodott a bírósági tárgyaláson 2004 márciusában.
2004-ben Robert Lacombe művészeti tanácsadóval produkciós irodát hozott létre, amely a Sziget Fesztivál francia programját, a francia és frankofón zenekarok és énekesek fellépését szervezte.
Lefordította Molnár Ferenc Liliom színművét (Liliom ou la vie et la mort d’un vaurien), melyet Marseille-ben a Théâtre Gyptis adott elő 2004. március 9. és 24. között.
2005-ben a France Culture rádióban hangzott el nyolcórás sorozata a magyar színházról és magyar drámaírókról.
2005. december 12-én a Comédie de Reimsben zenés irodalmi előadást tartottak József Attila költeményeiből À cœur pur (Tiszta szívvel) címmel. A verseket Rády Krisztina és Kardos Gábor fordították franciára. Denis Lavant színművész adta elő a verseket, és Serge Teyssot-Gay, a Noir Désir zenésze gitározott. A versek magyarul is elhangzottak Nagy Zsolt színművész és Rády Krisztina tolmácsolásában. A Reimsben tartott irodalmi est könyv és CD formájában is megjelent 2008-ban az Editions de Seuil kiadó gondozásában.
2005-ben, illetve 2006-ban jelentette meg Schwajda György Miatyánk (Notre père) és Tasnádi István Phaidra (Phèdre 2005) színművét.
Rády Krisztina fordította magyarra a Persepolis és az Asszonybeszéd képregényeket. 
2010. január 10-én Bordeaux-ban vetett véget életének.

## Emlékezete
2021-ben Almássy Éva írónő R'avec címmel regényt írt Rády Krisztina tragédiájáról. A főhősnek, Kingának meg kell küzdenie egyrészt a társadalom értetlenségével, amiért visszafogadja volt férjét, aki egy erőszakrohamában megölte a nőt, aki miatt a férfi egykor elhagyta őt és két gyermeküket, másrészt gyermekeinek apjuk iránti feltétlen és érintetlen szeretetével. Az érzelmek összetettségét egyszerre megjelenítő regény elgondolkodtat a szerelem és az erőszak, a fájdalom és a megbocsátás mozgatórugóiról, jól illusztrálva Erósz és Thanatosz kétértelmű kapcsolatát.